# جو ساترياني
جو ساترياني (بالإنجليزية: Joe Satriani)‏ (اسمه الأصلي: جوزيف ساترياني (Joseph Satriani) (ولد في عام .1956) هو عازف قيثارة، وموسيقي من الولايات المتحدة الأمريكية . ولد في مدينة نيويورك . يعد أفضل بائع للأبومات موسيقى الروك التي تحتوى على عزف منفرد للجيتار الكهربائي (electric guitar solo) في التاريخ حيث باع أكثر من عشرة ملايين نسخة حول العالم كما تم ترشيحه 15 مرة لجائزة جرامي.

## حياته الشخصية
ولد ساترياني في مدينة ويست بيري في ولايه نيويورك الأمريكية وتعود أصوله إلى المهاجرين الايطاليين.
نما حبه للجيتار عندما كان في عمر الرابعة عشرة بعد سماعه خبر موت عازف الجيتار Jimi Hendrix، حيث قام باخبار مدربه في كره القدم بأنه يعتزم أن يصبح عازف جيتار. بعد ذلك بفترة قام بإعطاء دروس في تعليم الجيتار ومن أشهر تلامذته Steve Vai الذي يعتبر عاشر أفضل عازف جيتار في التاريخ من قبل مجلة Guitar World حيث إرتادا نفس المدرسة الثانوية معًا.
بعد ذلك قام بالذهاب إلى كاليفورنيا من أجل البحث عن حياته المهنية الخاصة حيث قام باستكمال عمله في تعليم الجيتار، وكان من ضمن تلامذته Kirk Hammett عازف وكاتب فرقه Metallica وDavid Bryson من فرقه Counting Crows وKevin Cadogan من فرقه Third Eye Blind.

## حياته المهنية
- في عام 1986 قام ساترياني بإصدار أول ألبوم له تحت عنوان Not of This Earth.
- في العالم التالي قام بإصدار ثاني ألبوم خاص بعنوان Surfing with the Alien حيث لاق صيتا واسعًا آن ذاك.
- في العام 1989 أطلق ألبومه الثالث Flying in a Blue Dream وقد صرح أنه قام بتأليف الألبوم متأثراً بوفاة والده الذي مات في العام نفسه أثناء تسجيل الألبوم وبقى الألبوم في قائمة الأكثر استماعًا داخل الولايات المتحدة الأمريكية لأكثر من 39 أسبوعًا وتم ترشيحه لجائزهBest Rock Instrumental Performance وكان ذلك الترشيح الثالث له.
- في العام 1992 تم إطلاق ألبوم The Extremist إلى الأسواق، حيث يعتبر أكثر أعمال ساترياني التي حققت نجاحًا تجاريًا على الإطلاق.
- في أواخر عام 1993 إنضم ساترياني إلى فرقه الروك الأمريكية Deep Purple كبديل لـ Ritchie Blackmore وعزف معهم في جولتهم في اليابان وحققت الجولة نجاحات كبيرة، حيث طلب منه بعدها الانضمام بشكل داثم إلى الفرقة، لكنه لم يستمر.
- تلا ذلك العديد من الألبومات التي زادت لأكثر من 15 ألبوما موسيقياً بخلاف العديد من الحفلات الناجحة داخل الولايات المتحدة الأمريكية وخارجها.
- يعتبر ساترياني أيضا رابع أكثر فنان يتم ترشيحه لجائزه جرامي بعد Brian McKnight وSnoop Dogg وMorten Lindberg .
- في عام 2008 انضم ساتريانى اللى فرقه الروك Chickenfoot التي تم تكوينها في العام نفسه على يد المغنى Sammy Hagar

## حفلات ساترياني
تعتبر حفلات ساترياني حالة فنية خاصة حيث يقوم في معظم حفلاته بالعزف بشكل لا يصدق،
من أشهر حفلاته:

### حفلة Satriani Live
من أكثر حفلات ساترياني شهره حيث قام بعزف أغاني مثل Made Of Tears و One Robot's Dream و Flying In a Blue Dream و Surfing with the alien

### حفله Live In Paris
أذهل الحضور وقتها بطريقة عزفه حيث قدم في ذلك اليوم أداءً رائعًا بعزفه بعض الأغاني التي وصلت إلى 22 أغنية مثل Andalusia و Revelation و Overdriver بشكل لا يصدق.
يقوم ساترياني في حفلاته بتقديم أداء رائع لمعجبيه عن طريق عزف مقطوعاته بطريقة مختلفة عن المألوف وإدخال بعض التعديلات إلى اللحن الأصلي.

## الألبومات الموسيقية
- (Not of This Earth (1986
- (Surfing with the Alien (1987
- (Flying in a Blue Dream (1989
- (The Extremist (1992
- (Time Machine (1993
- (Joe Satriani (1995
- (Crystal Planet (1998
- (Engines of Creation (2000
- (Strange Beautiful Music (2002
- (Is There Love in Space? (2004
- (Super Colossal (2006
- (Professor Satchafunkilus and the Musterion of Rock (2008
- (Black Swans and Wormhole Wizards (2010
- (Unstoppable Momentum (2013
- (Shockwave Supernova (2015
- (What Happens Next (2018

## روابط خارجية
- جو ساترياني على موقع IMDb (الإنجليزية)
- جو ساترياني على موقع ميوزك برينز (الإنجليزية)
- جو ساترياني على موقع رولينغ ستون (الإنجليزية)
- جو ساترياني على موقع إن إن دي بي (الإنجليزية)
- جو ساترياني على موقع أول ميوزيك (الإنجليزية)
- جو ساترياني على موقع ديسكوغز (الإنجليزية)
- جو ساترياني على موقع قاعدة بيانات الفيلم (الإنجليزية)